# Heinrich Menne
Heinrich Menne, auch Hinrich Menne (* 1541 in Steinheim (Westfalen); † 29. Juli 1621 in Lübeck) war ein deutscher evangelisch-lutherischer Geistlicher, Hauptpastor der Lübecker Aegidienkirche und Senior des Geistlichen Ministeriums.

## Leben
Heinrich Menne stammte aus einer armen Familie. Er kam als Schüler nach Lübeck, wo ein Verwandter von ihm Konrektor am Katharineum zu Lübeck war. Nach Hauslehrerstellen in verschiedenen Familien, darunter der des verstorbenen Bürgermeisters Hermann Falke, konnte er mit Hilfe eines Stipendiums ab März 1569 an der Universität Rostock studieren. Da sein Stipendium 1572 auslief, musste er nach Lübeck zurückkehren.
1573 begleitete er den Lübecker Ratsherrn Mattheus Tidemann auf die Insel Bornholm, die sich im Lübecker Pfandbesitz befand. Vor der Abreise noch am 29. Juli 1573 ordiniert, lebte er als Prediger für die Lübecker Beamten auf der Burg Hammershus. Mit dem Ende der Lübecker Pfandherrschaft und der Rückgabe Bornholms an Dänemark kehrte er 1576 nach Lübeck zurück. Er erhielt eine Stelle als Prediger an der Burgkirche und war damit auch für die Seelsorge am Heiligen-Geist-Hospital und der Bewohner der mildtätigen Stiftung St. Gertruden-Pocken- und Armenhaus zuständig.
Schon im Jahr darauf wechselte er als Prediger an die Jakobikirche. Am 3. März 1579 wurde er Prediger an St. Petri, und 1596 als Nachfolger des Seniors Georg Bart (Haupt)Pastor von St. Aegidien. 1614 wurde er zugleich Senior des Lübecker Geistlichen Ministeriums und damit sowohl Gegenüber (als gewählter Vertreter der Pastorenschaft) als auch Stellvertreter des Superintendenten Georg Stampelius. Im Streit um die zur Ansiedlung holländischer Calvinisten in der Stadt 1613/14 unterstützte er gegen Stampelius den Pastor der Marienkirche, Anton Burchard, der jegliche Gemeinschaft zwischen Lutheranern und Reformierten als „Sünde“ verwarf. Trotz des starken Rückhalts, den Burchard durch Menne und die Mehrheit des Ministeriums erhielt, gelang es Stampelius, Burchard 1614 vom Rat als Inhaber des landesherrlichen Kirchenregiments absetzen und aus der Stadt weisen zu lassen.
Einige Jahre später jedoch war Menne gemeinsam mit Stampelius, Mitgliedern des Rates und dem Rektor Johann Kirchmann an der Gründung der Lübecker Stadtbibliothek beteiligt. Sein Name ist gleich hinter dem von Stampelius am umlaufenden Fries der Regale im heutigen Scharbausaal verzeichnet. Anstelle eines Familienwappens ist seinem Namen die Darstellung eines Predigers auf der Kanzel vor seiner Gemeinde in Form eines Wappenschildes beigegeben.
Seit 1577 war Heinrich Menne verheiratet mit Gertrud, geb. Maes. Sie starb nach neunjähriger Ehe und hinterließ vier kleine Kinder, von denen zwei jung starben. In zweiter Ehe heiratete er die Witwe Anna Querlacks. Die Tochter Anna heiratete den Pastor Hermann Wolff.
Mennes Bruder ging als hansischer Kaufmann nach Norwegen, andere Verwandte gingen nach Riga und Reval. Menne gelangte aus ärmlichsten Verhältnissen allmählich zu Wohlstand und legte Kapitalien in Hausrenten an. Seine 1603 gefertigten Aufzeichnungen sind eine Mischung aus Lebensbilanz, Inventar und Testament. Als sorgsamer Hausvater hat er auch sein Silberzeug, Hausgerät, Kleider und Bücher verzeichnet; seine letztwilligen Bestimmungen ermahnen die Haupterben, seine zweite Frau und die beiden überlebenden Töchter aus erster Ehe Anna und Elisabeth, die beide an Lübecker Prediger verheiratet waren, zu friedlicher Erbteilung und tragen namentlich Sorge, dass seine Bücher und Predigten nicht in fremde Hände kommen sollten.
An Menne erinnerte sein Brustbild in der Burgkirche; es war erst kurz vor 1789 in die Kirche gelangt und hing an der südseitigen Mauer des inneren Chores. Beim Abbruch der Burgkirche 1818 kam es mit anderen Gemälden in die Kirche des St.-Annen-Kloster, die 1843 abbrannte.

## Schriften
Mennes Aufzeichnungen sind ediert bei:
- Anton Fahne: Die Westphalen in Lübeck. 1855. (Digitalisat, Universitäts- und Landesbibliothek Düsseldorf, S. 76–99)